# 烏溪沙站
烏溪沙站（英語：Wu Kai Sha Station）位於香港新界沙田區落禾沙西沙路旁，港鐵屯馬綫的東端終點站，車站取名自鄰近的烏溪沙，於2004年12月21日啟用。
- 車站外觀（2021年4月）

## 車站構造

### 樓層
| P                              | 月台 | \| \| 1 \| 屯馬綫往屯門（馬鞍山） \| \| \| \| 島式 · ↑開右邊车门 ↓開左邊车门 \| \| \| \| \| \| \| 2 \| 屯馬綫往屯門（馬鞍山） \| \| \| |  |  |
| C                              | 大堂 | A1、B出口、客務中心、商店、自助服務、洗手間                                                                                            |  |  |
| G                              | 地面 | A2出口 |  |  |
|                                | 1    | 屯馬綫往屯門（馬鞍山） |  |  |
| 島式 · ↑開右邊车门 ↓開左邊车门 |      | |  |  |
|                                | 2    | 屯馬綫往屯門（馬鞍山） |  |  |

### 大堂
現時烏溪沙站大堂內設有數間商店、自助服務設施以及4個供乘客免費取閱報章的刊物櫃等。另外於大堂付費區南端亦設有洗手間。

大堂全景圖（2017年11月）

- 大堂，付費區（2021年7月）

### 月台
烏溪沙站設有一座島式月台，所有月台均已裝設月台閘門。
- 車站月台（2021年7月）

### 出入口
烏溪沙站設有3個出入口，當中A1出口則連接橫跨西沙路的行人天橋；而B出口則連接車站公共運輸交匯處。
|                           |           | |      |
| 編號                      | 指示      | 建議前往的目的地 | 圖片 |
| 出口 · A · 1 · 升降机标志 | 迎海      | 迎海、西沙路、香港體育學院單車場、泓碧、樟木頭老人度假中心、香港浸信會神學院、香港李寶椿聯合世界書院、落禾沙、星漣海、雲海、Silversands、帝琴灣、峻源、渡頭灣村、凱弦居、凱琴居、白石高爾夫球練習場、烏溪沙新村、烏溪沙青年新村 |      |
| 出口 · A · 2              | 迎海      | 西沙路 |      |
| 出口 · B · 同层           | 銀湖·天峰 | 銀湖·天峰、烏溪沙站公共運輸交匯處、 香港小童群益會馬鞍山東青少年綜合服務中心、明愛馬鞍山中學、英基國際幼稚園、錦龍苑、利安邨、馬鞍山靈糧小學、翠擁華庭、富寶花園、沙田婦女會利安服務中心                                        |      |
| 註： 設有 \| 設於同一層   |           | |      |

## 接駁交通
現時烏溪沙站B出口連接車站公共運輸交匯處。

## 歷史
烏溪沙站於2004年12月21日隨馬鞍山鐵路通車而啟用，而在啟用前車站曾因位於利安邨的東面，故曾經建議站名為利安站（英語：Lee On Station）。另外烏溪沙站在兩鐵合併前亦為前九鐵系統中位處最東端車站。

### 月台擴建工程及加設月台閘門
九鐵在興建烏溪沙站時已設置可容納8卡列車的月台。而港鐵亦曾為配合馬鞍山綫逐漸改以8卡列車行駛而於2016年1月將車站2號月台的停車位置與1號月台並排，而原有的停車位置亦暫以灰色欄桿封閉，直到同年11月實施新停車位置為止；另外車站的月台閘門安裝工程亦於2017年完成。

## 外部連結
- 港鐵公司－烏溪沙站街道圖 （页面存档备份，存于）
- 港鐵公司－烏溪沙站位置圖 （页面存档备份，存于）
- 港鐵公司－烏溪沙站列車服務時間 （页面存档备份，存于）
- 香港鐵路大典上的相关条目：烏溪沙站